# Helymaeus tricolor
Helymaeus tricolor là một loài bọ cánh cứng trong họ Cerambycidae.